# ミントウェーブ
株式会社ミントウェーブ（英: MintWave Co.,Ltd.）は、国内初のシンクライアント専門IT会社として設立。その後、グループ企業のシステム開発会社およびシステム保守会社と合併し、現在はシステム開発やインフラ保守も行うITサービス企業である。

## 概要
ミントウェーブは、高岳製作所でX端末「XMiNT」やWBT(Windows-based Terminal)「WiNT」の開発・製造・販売を行っていたシステム・ソリューションカンパニーが母体となり、2002年10月にシンクライアント専門ベンダーとして設立。
2008年7月に高岳製作所グループのシステム開発会社（タカック・システム開発）と合併以降はシステム開発やインフラ保守も手掛けている。

## 沿革

### 高岳製作所
- 1918年 株式会社高岳製作所設立
- 1977年 DEC社とのOEM契約
- 1982年 株式会社高岳製作所システム事業部発足
- 1985年 マイクロコンピュータ開発支援システム販売
- 1987年 NTT向けキャプテンマルチステーション 販売
- 1990年 Xウィンドウ端末XMiNTシリーズ 販売
- 1994年 パソコンMiNTPCシリーズ 販売
- 1998年 国内初WBT（ウィンドウズベースドターミナル） WiNT販売
- 1999年 国内初マルチプラットフォーム対応シンクライアントMiNT-ACCシリーズ販売[2]
- 2000年 ICカードスロット内蔵シンクライアントagileIC WBT販売[3]
- 2001年 国内初ディスクレスWindows／Linuxシステム（VIDシステム）販売

### タカック・システム開発
- 1985年 タカック・システム開発株式会社設立
- 1986年 変電所集中監視制御装置データ保守開始
- 1993年 AutoCADカスタマイズ業務開始
- 1997年 AutoCAD図面管理システム開発
- 2001年 Notes／Dominoアドオン業務パッケージ販売
- 2004年 AutoCAD販売代理店契約
- 2006年 タカオカエンジニアリング株式会社のシステム保守事業をタカック・システム開発に統合
- 2007年 高岳製作所　統合基幹システム構築(SAP)

### タカオカ・システムサービス
- 1984年 タカオカ・システムサービス株式会社設立
- 1986年 電力会社向け変電所集中監視制御システム保守開始
- 1987年 ビル／下水処理場監視制御システム(MUDIC)保守開始
- 1990年 首都高監視システム(テレコン)保守開始
- 1992年 公共向け水処理システム保守開始
- 1997年 変電所集中監視制御装置（分散型システム）保守開始
- 2001年 タカオカエンジニアリング株式会社、テクノタカオカ株式会社と合併（存続会社：タカオカエンジニアリング株式会社）
- 2003年 改良分散システム保守開始
- 2004年 配電用変電所遠方監視制御装置（IP対応）保守開始

### ミントウェーブ
- 2002年 株式会社高岳製作所より情報システム事業を分社化、株式会社ミントウェーブ設立
- 2004年 液晶一体型シンクライアント販売
- 2005年 ノート型シンクライアント「MiNT-ACC Note」シリーズ販売[4]
- 2006年 Linuxベース独自OS Basilware搭載「MiNT-ACC mini-30U」販売
- 2008年 タカック･システム開発株式会社と合併
- 2009年 SAP Business OneとNotes/Domino連携ソリューション「Work Entrance」販売
- 2010年 FA用シンクライアント 「SunLiteFA」販売、高岳製作所製 電気自動車急速充電器（EVQC）の全国保守サービスを開始
- 2011年 SAP BIソリューション「手綱－TaDuna」販売（アシスト社と共同開発）[5]
- 2013年 USBシンクライアント「ゆびくら」販売、ゼロクライアント「MiNT-ACC ZERO」販売[6]
- 2014年 USBシンクライアント「ゆびくら」の新バージョン(V1.2)を発表[7]
- 2015年 Linuxベース独自シンクライアントOSを刷新し、新OSとして搭載した「MiNT-ACC E210」「MiNT-ACC Note 553」販売
- 2017年 DDS社と指紋認証クライアントソフトを共同開発し、Linuxベースの独自OSシンクライアント端末に搭載[8]